# مابة (السدة)

تعديل مصدري - تعديل

مابة هي إحدى قرى عزلة بني الحارث بمديرية السدة التابعة لمحافظة إب، بلغ تعداد سكانها 545 نسمة حسب تعداد اليمن لعام 2004.